# FK Dżalalabad
FK Dżalalabad (kirg. Футбол клубу «Джалал-Абад»)  – kirgiski klub piłkarski, mający siedzibę w mieście Dżalalabad, na zachodzie kraju.

## Historia
Chronologia nazw:
- 1969: Stroitiel Dżalalabad (ros. «Строитель» Джалал-Абад)
- 1990: Chimik Dżalalabad (ros. «Химик» Джалал-Абад)
- 1992: Kokart Dżalalabad (ros. «Кокарт» Джалал-Абад)
- 1996: FK Dżalalabad (ros. ФК «Джалал-Абад»)
- 1997: Dinamo Dżalalabad (ros. «Динамо» Джалал-Абад)
- 1998: FK Dżalalabad (ros. ФК «Джалал-Абад»)
- 1999: Dinamo Dżalalabad (ros. «Динамо» Джалал-Абад)
- 2000: Dinamo-UWD Dżalalabad (ros. «Динамо-УВД» Джалал-Абад)
- 2001: Dinamo-KPK Dżalalabad (ros. «Динамо-КПК» Джалал-Абад)
- 2002: FK Dżalalabad (ros. ФК «Джалал-Абад»)
- 2003: Doma Ata Dżalalabad (ros. «Дома-Ата» Джалал-Абад)
- 2003: klub rozformowano
- 2004: FK Dżalalabad (ros. ФК «Джалал-Абад»)
- 2005: Asyl Dżalalabad (ros. «Асыль» Джалал-Абад)
- 2006: FK Dżalalabad (ros. ФК «Джалал-Абад»)
- 2008: Nasze Piwo Dżalalabad (ros. «Наше Пиво» Джалал-Абад)
- 2009: Kambar-Ata Dżalalabad (ros. «Камбар-Ата» Джалал-Абад)
- 2009: klub rozformowano
- 2013: Asyl Dżalalabad (ros. «Асыль» Джалал-Абад)
- 2015: FK Dżalalabad (ros. ФК «Джалал-Абад»)

Piłkarski klub Stroitiel został założony w miejscowości Dżalalabad w roku 1969. W 1969 debiutował we Klasie B, strefie środkowoazjatyckiej Mistrzostw ZSRR. W 1970 w wyniku reorganizacji systemu lig został zdegradowany do niższej ligi, w której zajął 12. miejsce, które nie pozwoliło dalej występować na poziomie profesjonalnym. Kontynuował występy na poziomie amatorskim. W 1990 zmienił nazwę na Chimik Dżalalabad.
W 1992 po uzyskaniu niepodległości przez Kirgistan klub debiutował w rozgrywkach Wyższej Ligi Kirgistanu jako Kokart Dżalalabad. Również nazywał się FK Dżalalabad, Dinamo Dżalalabad, Dinamo-KPK Dżalalabad i Doma Ata Dżalalabad. W sezonie 2003 po 3 rundzie zrezygnował z dalszych występów i został rozwiązany. 
W 2004 w 1/16 finału Pucharu Kirgistanu miał występować FK Dżalalabad, jednak odmówił gry na własnym stadionie i dalej awansował Ałaj Osz. W 2005 klub nazywał Asyl Dżalalabad, a w 2006 znów FK Dżalalabad, który grał w 1/8 finału Pucharu.
W 2007 miasto reprezentowało 2 kluby - FK Dżalalabad, który w 1/8 finału Pucharu przegrał z Ałajem Osz, oraz Łokomotiw Dżalalabad, który dotarł do finału Pucharu i zgłosił się do rozgrywek w Wyższej Lidze Kirgistanu, w której zajął 4. miejsce. Jednak na początku kwietnia 2008 zrezygnował z dalszych występów i został rozwiązany. Miejski klub po odnalezieniu sponsora startował w rozgrywkach o Puchar Kirgistanu jako Nasze Piwo Dżalalabad.
W 2009 Kambar-Ata Dżalalabad ponownie startował w Wyższej Lidze Kirgistanu, w której zajął 7. miejsce. Po zakończeniu sezonu klub został znów rozwiązany.
Po kilku latach klub w 2013 znów został reaktywowany jako Asyl Dżalalabad i startował w Pucharze Kirgistanu. W 2015 przywrócił nazwę FK Dżalalabad i występował w rozgrywkach Pierwszej Ligi i Pucharu Kirgistanu.

## Sukcesy

### Trofea międzynarodowe
Nie uczestniczył w rozgrywkach azjatyckich (stan na 31-12-2015).

### Trofea krajowe
| \| \| Zdobyte trofea w rozgrywkach Kirgistanu (stan na: 31-12-2015) \| |                                                               |      |            |
| Rozgrywki                                                              | Osiągnięcie                                                   | Razy | Sezon(y)   |
| Mistrzostwo                                                            | I miejsce                                                     | 0    |            |
| Mistrzostwo                                                            | II miejsce                                                    | 0    |            |
| Mistrzostwo                                                            | III miejsce                                                   | 0    |            |
| Mistrzostwo                                                            | 6.miejsce                                                     | 1    | 2002       |
| Puchar                                                                 | zdobywca                                                      | 0    |            |
| Puchar                                                                 | finalista                                                     | 0    |            |
| Puchar                                                                 | 1/4 finału                                                    | 2    | 1998, 2000 |
| II liga                                                                | I miejsce                                                     | ?    |            |
| II liga                                                                | II miejsce                                                    | ?    |            |
| II liga                                                                | III miejsce                                                   | ?    |            |
| Kirgistan                                                              | Zdobyte trofea w rozgrywkach Kirgistanu (stan na: 31-12-2015) |      |            |

## Stadion
Klub rozgrywa swoje mecze domowe na stadionie Kurmanbek w Dżalalabadzie, który może pomieścić 5000 widzów.